# ホタルの里 (小牧市)

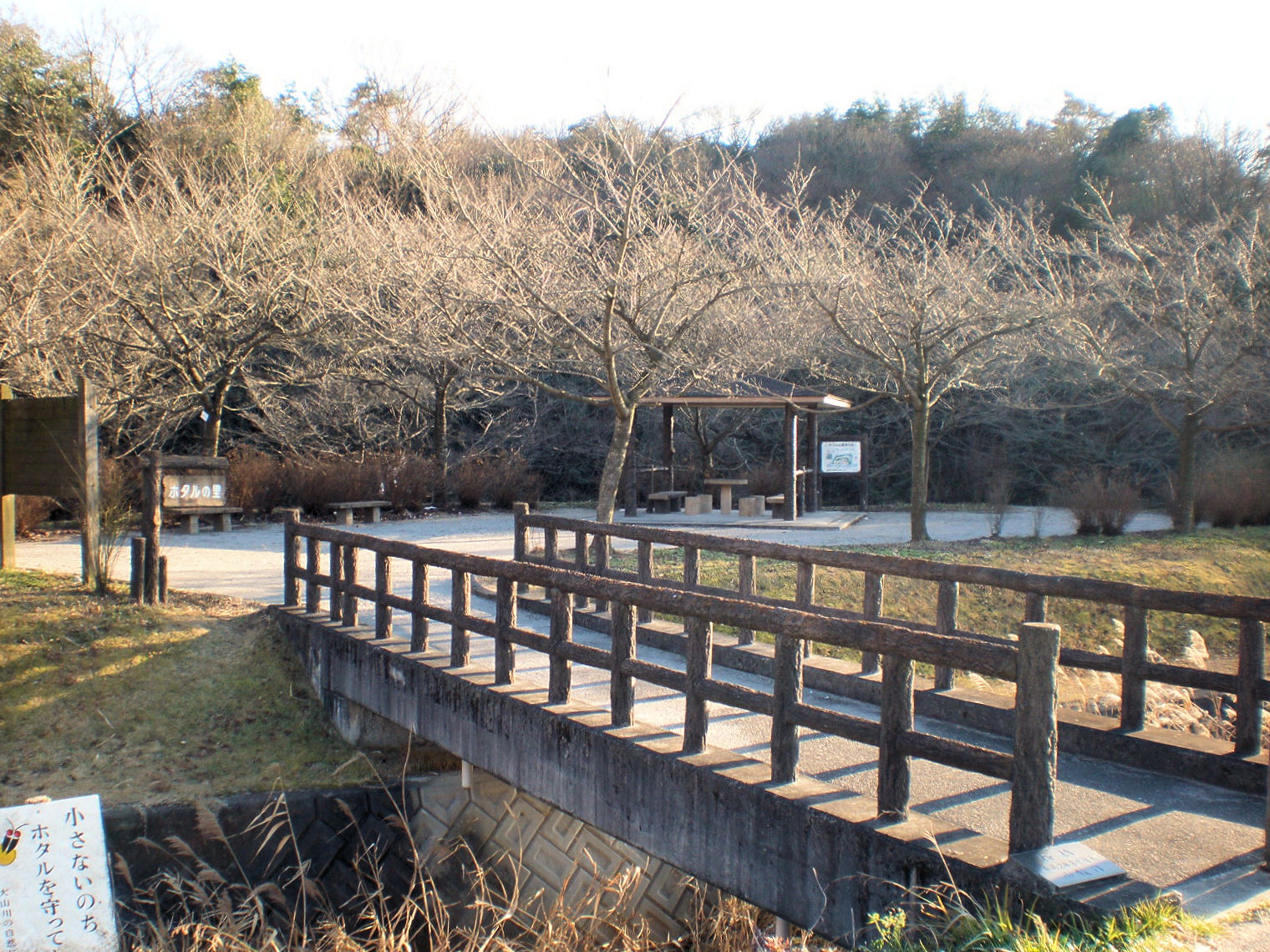

ホタルの里（-さと）は、愛知県小牧市にあるホタルの野外観察施設、兼公園である。

## 概要
大山川沿いに整備されている。"ゲンジボタルの保護"と"市民の自然とのふれあいの場を提供する"目的で作られた。園内にはホタルに関する説明が書かれた立て札があるほか、桜やナナカマドの木が多数植えられており、春には桜の花、秋にはナナカマドの紅葉が楽しめる。なおホタルの飛翔が見られるのは、毎年6月上旬から中旬である。

## 歴史
- 1990年（平成2年）3月26日 - 公園完成。

## 所在地
- 愛知県小牧市大字大山東32

## 周辺
- 大山川
- 市民四季の森
- 愛知県道178号明知小牧線
- わくわく体験広場
- 中央自動車道

## 交通手段
- こまき巡回バス - 「野口大山」または「市民四季の森」バス停留所下車、徒歩で約10分。